# Acer kwangnanense
Acer kwangnanense — вид квіткових рослин з родини сапіндових (Sapindaceae).

## Опис
Дерева до 15 метрів заввишки. Кора темно-сіра чи темно-коричнева, шорстка. Гілочки голі, нинішнього року пурпурувато-бурі, старші темно-коричневі чи темно-сірі. Листя стійке: ніжка червонувата, 2–4 см; листкова пластинка яйцювато-довгаста чи видовжено-еліптична, абаксіально (низ) блідо-зелена, адаксіально темно-зелена, (7)8–14 × 3.5–4.2(6) см, обидві поверхні голі, основа тупа або широко-клиноподібна, верхівка загострена, загострення 8–10 мм. Супліддя щиткоподібні, 3–4 см, жовтувато запушені. Плід жовтувато-коричневий; горішки сильно опуклі, ≈ ≈ 1 × 1.2–1.4 см, стулки розгорнуті на 90°. Плодить у вересні.

## Поширення
Вид є ендеміком південно-центрального Китаю: пд.-сх. Юньнань.
Населяє змішані ліси; на висотах від 1000 до 1500 метрів.

## Використання
Цей вид використовується як декоративне садове і як вуличне дерево в Юньнані.